# Transmissões olímpicas da ABC
Os Jogos Olímpicos foram transmitidos nos Estados Unidos pela rede de difusão ABC durante as décadas de 1960 a 1980. A ABC transmitiu pela primeira vez os Jogos Olímpicos de Inverno em 1964, e os Jogos Olímpicos de Verão em 1968. A ABC transmitiu pela última vez os Jogos Olímpicos de Verão em 1984 e os Jogos Olímpicos de Inverno em 1988.

## História

### Década de 1960
Embora a CBS tenha transmitido os Jogos Olímpicos de Inverno e de Verão de 1960 (marcando a primeira vez que as Olimpíadas foram transmitidas pela televisão americana), em 1964, uma emissora diferente exibiu os Jogos Olímpicos de Inverno: a ABC. Roone Arledge conquistou os direitos de transmissão para sua emissora e iniciou um relacionamento com os "cinco anéis" que duraria mais de duas décadas. O programa utilizou muitos dos mesmos produtores do Wide World of Sports, da ABC, bem como o mesmo apresentador, Jim McKay, que se transferiu da CBS para a ABC em 1961. Em 1968, a ABC exibiu tanto os Jogos de Inverno quanto os de Verão.

#### Jogos Olímpicos de Inverno de 1964
Os Jogos Olímpicos de Inverno de 1964 ocorreram em Innsbruck, Áustria, e a cobertura foi gravada e enviada de avião de volta para os Estados Unidos. Tudo foi em preto e branco, mas como a maioria dos eventos Olímpicos de Inverno aconteciam pela manhã (horário local), a maior parte da cobertura da TV foi ao ar no dia em que os eventos foram realizados. Uma parte da cerimônia de encerramento foi televisionada ao vivo via satélite (Telstar, que teve que ser rastreado e permitiu uma janela de cerca de 15 minutos entre os Estados Unidos e a Europa quando estava sobrevoando o Atlântico). Todo o resto foi gravado em vídeo e enviado para os EUA por uma rota Munique-Londres-Nova Iorque. Havia pouca margem para erro. Se um voo fosse cancelado, a ABC tinha uma fita de um jogo de hóquei, EUA-Romênia, jogado no dia anterior à cerimônia de abertura e enviado para lá, pronto para rodar. Tudo correu bem e nunca foi ao ar.
A ABC transmitiu 16,5 horas de cobertura dos Jogos de Innsbruck, a maior parte da cobertura ocorrendo fora do horário nobre.

#### Jogos Olímpicos de Inverno de 1968
Em 1968, a ABC transmitia as Olimpíadas em cores, e satélites possibilitaram a cobertura ao vivo de vários eventos nos Jogos de Inverno em Grenoble, França. Na realidade, apenas a cerimônia de abertura e a final da patinação artística feminina foram televisionadas ao vivo via satélite; a maior parte das outras coberturas foi enviada via satélite para a ABC e gravada de Nova Iorque. Os Jogos Olímpicos de Inverno de 1968 foram os primeiros a serem televisionados em cores (com exceção de alguns eventos transmitidos pela televisão francesa em preto e branco).
Um destaque nos Jogos de Inverno de 1968 foi a vitória dramática no esqui alpino masculino pelo francês Jean-Claude Killy, enquanto o maior destaque dos Jogos de Verão foi o recorde mundial de salto em distância de Bob Beamon, dos Estados Unidos, que foi transmitido ao vivo nos EUA.

#### Jogos Olímpicos de Verão de 1968
Quase toda a cobertura da ABC dos Jogos Olímpicos de Verão na Cidade do México foi transmitida ao vivo devido à diferença de fuso horário e à proximidade entre os Estados Unidos e o México.

### Cobertura do massacre de Munique em 1972
Em 1972, a NBC exibiu os Jogos de Inverno de Sapporo, no Japão, e a ABC retornou para transmitir os Jogos de Verão em Munique, na Alemanha. Foi durante os Jogos de Verão que terroristas palestinos atacaram a Vila Olímpica e mataram 11 atletas israelenses. Embora Chris Schenkel fosse o apresentador titular dos Jogos naquele ano, Arledge atribuiu a história a McKay principalmente porque ele era âncora de um jornal local em Baltimore, Maryland, antes de ingressar na CBS em 1950 e, posteriormente, na ABC em 1961. McKay foi acompanhado no set pelo correspondente da ABC (e ex-e futuro âncora do noticiário noturno) Peter Jennings, e a cobertura continuou por muitas horas, até que o resultado fosse conhecido. Howard Cosell foi com a equipe de filmagem para obter entrevistas na vila.
Após uma tentativa malsucedida de resgate dos atletas mantidos reféns, às 3h24, horário da Alemanha, McKay entrou no ar com esta declaração:
Quando eu era criança, meu pai costumava dizer: "Nossas maiores esperanças e nossos piores medos raramente se realizam". Nossos piores medos se concretizaram esta noite. Agora, disseram que havia 11 reféns; dois foram mortos em seus quartos esta manhã — ontem de manhã, nove foram mortos no aeroporto esta noite. Todos se foram.— McKay, 1972
Mais tarde, McKay ganhou um prêmio Emmy por sua cobertura. Ele declarou em um documentário da HBO de 2003 sobre sua vida e carreira que estava muito orgulhoso de um telegrama que recebeu de Walter Cronkite no dia seguinte ao massacre elogiando seu trabalho.
Keith Jackson também esteve envolvido na cobertura da ABC dos Jogos Olímpicos de Verão de 1972 e continuou a contribuir mesmo quando o ataque de terroristas palestinos transformou a cobertura de um evento esportivo típico em um grande evento de notícias internacional e históricas. No total, ele cobriu um total de 10 Jogos Olímpicos de Verão e Inverno. Jackson cobriu natação nos Jogos Olímpicos de Verão de 1972 e atletismo nos Jogos de Verão de 1976. Ele cobriu patinação de velocidade durante os Jogos Olímpicos de Inverno de 1980 com Eric Heiden. Foi-lhe oferecido o cargo de narrador de hóquei, mas recusou (o cargo acabou indo para Al Michaels). Jackson relatou patinação de velocidade e salto de esqui nos Jogos Olímpicos de Inverno de 1984. Ele cobriu basquetebol em 1984. Ele foi o apresentador da tarde de fim de semana das Olimpíadas finais da ABC em 1988, em Calgary.

### 1976–1988
Quando a edição de 1976 chegou, McKay já estava instalado como apresentador, função que desempenharia ao longo das décadas de 1970 e 1980. A ABC também transmitiu os Jogos Olímpicos de Inverno de 1980.
Nos Jogos Olímpicos de Verão de 1976 em Montreal, e nos Jogos de 1984 em Los Angeles, Howard Cosell foi a principal voz do boxe. Sugar Ray Leonard conquistou a medalha de ouro na categoria meio-médio-leve em Montreal, iniciando sua ascensão meteórica ao título mundial profissional três anos depois. Cosell se aproximou de Leonard durante esse período, anunciando muitas de suas lutas.
A canção instrumental de Chuck Mangione, "Give It All You Got", foi originalmente apresentada como tema oficial dos Jogos Olímpicos de Inverno de 1980, realizados em Lake Placid, Nova Iorque. A ABC havia usado as gravações de Mangione quatro anos antes durante sua cobertura dos Jogos Olímpicos de Verão de 1976, e o então presidente da ABC Sports, Roone Arledge, pediu ao músico que criasse a canção tema para os Jogos de Inverno. Mangione também cantou a música ao vivo nas cerimônias de encerramento em 24 de fevereiro.
As Olimpíadas de Inverno de 1980 foram o cenário do "Milagre no Gelo", uma partida de hóquei no gelo masculino com direito a medalhas, realizada em Lake Placid, Nova Iorque, em 22 de fevereiro. A equipe dos Estados Unidos, composta por jogadores amadores e universitários e liderada pelo técnico Herb Brooks, derrotou a equipe soviética, composta por jogadores profissionais veteranos com experiência significativa em jogos internacionais. O restante dos Estados Unidos (exceto aqueles que assistiram ao jogo ao vivo pela televisão canadense) teve que esperar para assistir ao jogo, já que a ABC decidiu transmitir o jogo no final da tarde com atraso no horário nobre. O comentarista esportivo Al Michaels, que narrava o jogo na ABC junto com o ex-goleiro do Montreal Canadiens, Ken Dryden, percebeu a contagem regressiva em sua transmissão e fez sua famosa narração:
Onze segundos, você tem dez segundos, a contagem regressiva está rolando! Morrow, vamos lá Silk. Restam cinco segundos de jogo. Você acredita em milagres? SIM!
As cerimônias de abertura e encerramento dos Jogos Olímpicos de Verão de 1984 e dos Jogos Olímpicos de Inverno de 1988 foram apresentadas pela ABC por Jim McKay e Peter Jennings.
A ABC Sports também cobriu os Jogos Olímpicos de Inverno de 1984 em Sarajevo, Iugoslávia, e os Jogos Olímpicos de Verão de 1984 em Los Angeles. Naquele ano, Kathleen Sullivan se tornou a primeira mulher a atuar como âncora principal de uma transmissão dos Jogos Olímpicos.
Como mencionado anteriormente, os Jogos Olímpicos de Inverno de 1988 em Calgary, Alberta, Canadá, são as Olimpíadas mais recentes a serem cobertas pela ABC Sports.

### Desde os Jogos de Inverno de 1988
Depois disso, a ABC, a pedido da nova proprietária, Capital Cities Communications (para grande desgosto do sucessor de Roone Arledge na ABC Sports, Dennis Swanson), optou por não concorrer aos direitos de exibição de quaisquer Jogos futuros. Posteriormente, a The Walt Disney Company adquiriu a Capital Cities-ABC em 1995 e iniciou o processo de investir mais na marca do canal esportivo da ABC, ESPN, do que na própria ABC Sports.
Segundo Al Michaels, a ABC estava na disputa para comprar os direitos de transmissão dos Jogos Olímpicos de Verão de 1996 de Atlanta. Como parte de sua renovação de contrato com a ABC em 1992, caso a ABC voltasse a transmitir as Olimpíadas, Michaels se tornaria o âncora do horário nobre, enquanto Jim McKay assumiria um papel emérito. No final das contas, porém, a NBC comprou os direitos dos Jogos de Atlanta por US$ 456 milhões, superando a ABC em US$ 6 milhões.
Em agosto de 2008, a ESPN,  que produz transmissões esportivas para a ABC (chamada ESPN na ABC), declarou que faria uma proposta séria para apresentar os jogos de 2014 em Sóchi, Rússia, eos jogos de 2016 no Rio de Janeiro, Brasil. No entanto, a NBC conquistou os direitos de transmissão televisiva americana das Olimpíadas até os Jogos Olímpicos de Verão de 2020.
Desde 7 de maio de 2014, a NBC detém o controle da cobertura televisiva olímpica nos Estados Unidos até os Jogos Olímpicos de Verão de 2032.

## Horas de cobertura

### Jogos Olímpicos de Inverno
| Ano  | Sede                        | Horas de cobertura | Taxa de direitos |
| ---- | --------------------------- | ------------------ | ---------------- |
| 1964 | Innsbruck, Áustria          | 17,5               | US$ 597.000      |
| 1968 | Grenoble, França            | 27                 | US$ 2.500.000    |
| 1976 | Innsbruck, Áustria          | 43,5               | US$ 10.000.000   |
| 1980 | Lake Placid, Estados Unidos | 53,25              | US$ 15.500.000   |
| 1984 | Sarajevo, Iugoslávia        | 63                 | US$ 91.500.000   |
| 1988 | Calgary, Canadá             | 94,5               | US$ 309.000.000  |

### Jogos Olímpicos de Verão
| Ano  | Sede                        | Horas de cobertura | Taxa de direitos |
| ---- | --------------------------- | ------------------ | ---------------- |
| 1968 | Cidade do México, México    | 43,75              | US$ 4.500.000    |
| 1972 | Munique, Alemanha Ocidental | 62,75              | US$ 7.500.000    |
| 1976 | Montreal, Canadá            | 76,5               | US$ 25.000.000   |
| 1984 | Los Angeles, Estados Unidos | 180                | US$ 225.000.000  |

## Comentadores

### Apresentadores

#### Jogos Olímpicos de Inverno
| Ano  | Apresentador do horário nobre | Apresentador(es) diurno(s)    | Apresentador(es) noturno(s)      |
| ---- | ----------------------------- | ----------------------------- | -------------------------------- |
| 1964 | Jim McKay                     |                               |                                  |
| 1968 | Chris Schenkel Jim McKay      |                               |                                  |
| 1976 | Jim McKay                     |                               |                                  |
| 1980 | Jim McKay                     |                               |                                  |
| 1984 | Jim McKay                     | Jim Lampley Kathleen Sullivan | Donna de Varona                  |
| 1988 | Jim McKay Keith Jackson       | Keith Jackson                 | Frank Gifford Kathie Lee Gifford |

#### Jogos Olímpicos de Verão
| Ano  | Apresentador do horário nobre | Apresentador(es) diurno(s)      | Apresentador(es) noturno(s) |
| ---- | ----------------------------- | ------------------------------- | --------------------------- |
| 1968 | Chris Schenkel                |                                 |                             |
| 1972 | Chris Schenkel                |                                 |                             |
| 1976 | Jim McKay                     |                                 |                             |
| 1984 | Jim McKay                     | Frank Gifford Kathleen Sullivan | Jim Lampley Donna de Varona |